# 羅金厄姆 (密蘇里州)
羅金厄姆（英語：Rockingham）是位於美國密蘇里州雷縣的非建制地區。

## 歷史
羅金厄姆的郵局於1888年設立，其後於1904年停運。

## 地理
羅金厄姆所處的海拔為高於海平面223米（即732英呎），而該地所採用的時區為UTC-6，即北美中部時區（CST）。同時該地設有夏令時間，為UTC-6調快一小時，即UTC-5（CDT）。